# Château du Grand-Arnsbourg
Le château du Grand-Arnsbourg (Burg Groß-Arnsberg en allemand) se situe dans la commune française de Bærenthal et le département de la Moselle.
Il fait l’objet d’un classement au titre des monuments historiques depuis novembre 1994.

## Géographie
Le château, propriété de l'État, se situe dans une étroite vallée serpentant entre les villages Bærenthal et Zinswiller, creusée par la Zinsel, au cœur de la forêt domaniale de Philippsbourg. Actuellement, seul le donjon s'élève presque intact au-dessus des ruines, situées au sommet de l’Arnsberg, à 473 mètres. Actuellement, l'accès aux ruines est interdit. Au hameau d’Untermühlthal, prendre le sentier du Club vosgien.

## Toponymie
Ce château est mentionné Arnsperg en 1332.

## Histoire
Le château, situé à mi-chemin entre les deux localités, est construit sur ordre de Frédéric le Borgne, duc de Souabe et d'Alsace, au début du XIIe siècle, pour protéger sa résidence de Haguenau et l'ancienne route de Bitche vers l'Alsace. Comme la plupart des châteaux des Vosges du Nord, il occupe un site exceptionnel au cœur de la forêt, constitué ici par une longue barre rocheuse de grès, dirigée nord-sud et interrompue par un fossé naturel. Construit pour les Hunebourg, landgraves de l'empereur Lothaire, il passe en possession des sires von Werd. Philippe d'Öttingen, landgrave de Basse-Alsace, vend le château aux sires de Lichtenberg en 1332, mais une famille d'Arnsberg est mentionnée dès la seconde moitié du XIIe siècle. En 1352, des travaux importants sont effectués, concernant les portes et les ponts-levis. En 1480, les héritiers des Lichtenberg, le comte Philippe Ier de Hanau-Lichtenberg et le comte Simon Wecker IV de Deux-Ponts-Bitche possèdent le château en commun. Il est détruit en partie par les Rustauds en 1525 puis totalement par la guerre de Trente Ans. Réuni au bailliage de Lemberg dans le Palatinat, le château de Großarnsburg suit à présent les destinées du village de Bærenthal.

## Édifice
L'accès au château se fait par la basse-cour, encore délimitée par des éléments du mur d'enceinte, située en contrebas à l'est. À l'origine, on accédait à la plate-forme sommitale par un escalier taillé dans le rocher du côté est et par des échelles mobiles débouchant dans la cour. Celle-ci a conservé dans sa partie centrale le donjon de plan carré disposé de biais, construit dans un appareil en bossage à trous de louve, et des vestiges des courtines. Le donjon et la basse-cour sont classés monuments historiques depuis le 22 novembre 1994.
Deux énormes rochers, séparés par une faille, portent le logis seigneurial et protègent les deux basses-cours rectangulaires de son flanc est. Il est possible de découvrir un puits impressionnant taillé dans le rocher, le donjon, disposé en diagonale et barrant entièrement la plate-forme rocheuse, des débris de la muraille et un arc esseulé soutenant un reste de chemin de ronde.